# Old Hutton
Old Hutton – wieś w Anglii, w Kumbrii, w dystrykcie (unitary authority) Westmorland and Furness. W miejscowości znajduje się kościół zwany Church of St John Baptist's Church. Old Hutton jest wspomniana w Domesday Book (1086) jako Hotun.